# Ylodes frontalis
Ylodes frontalis är en nattsländeart som först beskrevs av Banks 1907.  Ylodes frontalis ingår i släktet Ylodes och familjen långhornssländor. Inga underarter finns listade i Catalogue of Life.